# Anelide
Annelida este o încrengătură de animale viermiforme numite și viermi inelați care trăiesc în mediul marin, dulcicol sau terestru. Denumirea lor provine din latină și anume annellus care înseamnă inel. Viermii inelați sunt cei mai dezvoltați viermi, al căror corp este de formă cilindrică, segmentat în inele.
Reprezentanții acestei încrengături sunt: râma și lipitoarea. Caracteristic organismelor din această încrengătură este faptul că au corpul împărțit în segmente inelare. Aceste segmente inelare care se observă la suprafața corpului lor posedă în interior și pereți transversali. Acest sistem de împărțire a corpului în segmente inelare cu corespondență și în interiorul corpului, poartă numele de metamerie.

## Clasificare
Annelidele formează, după Georgescu, 1997, o încrengătură care cuprinde trei clase și anume: Polychaeta, Oligochaeta și Hirudinea.
Aceste clase sunt asimilate ca rase fiind diferite fizic dar identic pe dinauntru si cum functioneaza corpul.

## Organizarea structurală
Corpul lor este acoperit cu un strat de cuticulă (hiroschelet). Sistemele lor de organe sunt mai dezvoltate decât la alți viermi. La majoritatea reprezentanților segmentele sunt prezente atât la exterior, cât și în interiorul corpului.
Viermele inelat are 2 capete: unul anterior, cu orificiul bucal, și altul posterior, cu orificiul anal. Sistem circulator este de tip închis. Format din două vase sanguine longitudinale principale: dorsal și ventral (aceste vase sunt considerate inimi). Viermele inelat prezintă și un înveliș epitelio-musculator. Sistemul excretor este format din metanefridii.
Viermii inelați respiră prin piele.
Ramele se deplasează cu ușurință prin sol (ele mai fiind numite și ,,plugarii solului"). Pentru a facilita mișcarea în sol ele elimină o substanță mucilaginoasă care se lipește de sol, astfel protejând solul de eroziune.

## Nereișii
Nereișii trăiesc în mediul acvatic, un capăt prezintă un cap diferențiat, pe care pot fi observate o pereche de tentacule, 3 perechi de ochi și gura sa, cu fălci. Pe corpul lor au o pereche de lobi, numiți parapode. Pe acestea se găsesc un număr mare de cheți, cu rol în mișcare și respirație.